# Цезарејска Мавретанија
Цезарејска Мавретанија или Цезарејска Мауретанија (лат. Mauretania Caesariensis) била је римска провинција у северној Африци. Основана је 40. године наше ере од стране цара Клаудија. Провинција је обухватала претежно подручје данашњег северног дела Алжира. Главни град провинције је била Цезареја Мавретанска (Caesarea Mauretaniae), данашњи Шершел (Cherchell). Поред њега значајан је био и град Тимгад. Мавретанци су били цењени као римски војници, нарочито као лака коњица. Провинција је постојала до доласка Вандала у 5. веку наше ере.